# スタウリコサウルス
スタウリコサウルス（学名：Staurikosaurus）は、三畳紀中期、ブラジルに生息した。小型の獣脚類恐竜である。学名の意味は「南十字星のトカゲ」で、 エオラプトル、ヘレラサウルスとともに最初期の恐竜である。

## 発見
ブラジル南部ヒオ・グランジ・ド・スウ州 (Rio Grande de Sul) のサンタマリア累層で唯一の標本が発見されている。発見された1970年当時、南半球での恐竜の発見例が極めて少なかったため南半球でのみ見える星座である南十字星にちなんで命名された。当時アメリカ自然史博物館で働いていたエドウィン・ハリス・コルバートにより記載された。

## 特徴

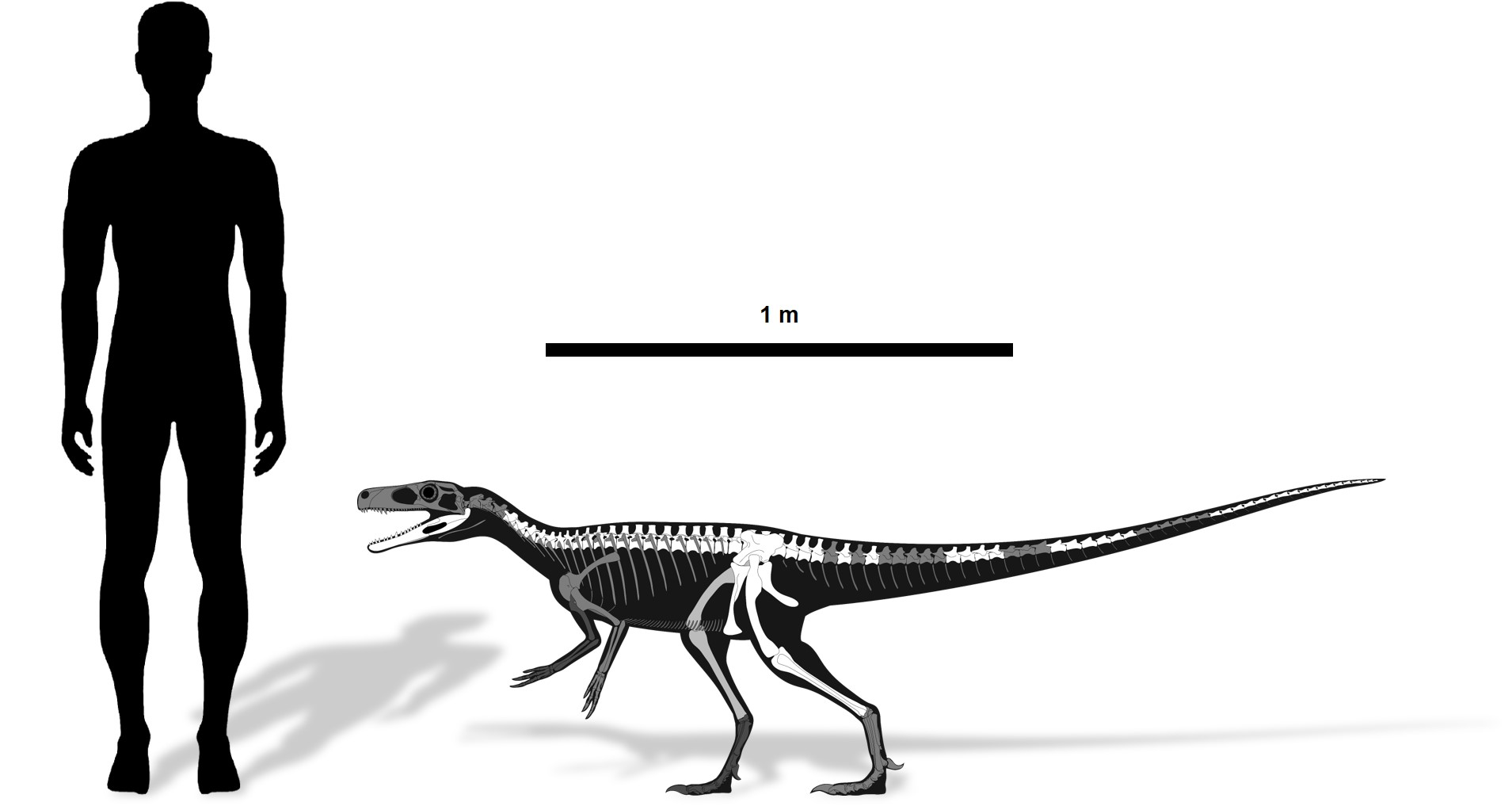
人間とスタウリコサウルスのサイズの比較

三畳紀中期カール期（2億3,100万年〜2億2,500万年前）に生息していた。知られる中で最古の恐竜の1つで体長は2.1mで尾の長さが80cm体重は30kgであった。メガロサウルスなどの後の獣脚類に比べたいへん小型であった。歯や体形は肉食であったことを示すにもかかわらず、原竜脚類似た頭骨を持つため研究者によってはむしろ後のディプロドクスのような竜脚形亜目に分類することもあった。竜盤目の祖先から獣脚類、竜脚形類への分岐進化の過渡期を表しているのかもしれない。しかしながら1984年スタウリコサウルスより以前に進化したと考えられる典型的な原竜脚類（未命名）の化石がアリゾナペインテッド・デザート (Painted Desert) から発見された。最近の研究から獣脚類であるエオラプオルやヘレラサウルスに近縁で獣脚類と竜脚形類の系統が分かれた後に進化したことが確実なようだ。
化石記録はきわめて不完全で大半の脊椎骨、後肢、下顎だけである。しかし、恐竜全体として早い年代から発見されているため原始的であるとみなし復元されている。たとえば非常に原始的な恐竜の単純な特徴である手足5本指の姿で描かれる。脚の骨格の構造は知られており、体の大きさに対しては迅速なランナーであったと考えられる。また、仙椎（骨盤の部分を背骨）が2つしか癒合しておらず、明らかに原始的であった。尾は後の竜脚類が体重に比例して、より大きくて、短い尾を持っていたのに対してバランスをとるために長く、薄かった。
復元された下顎骨は、顎関節が前後左右に動かせたことを示す。 したがって、小さな獲物を小さくて後方に曲がった歯に沿って喉へと運ぶことができた。この特徴は、当時の獣脚類で一般的であるが、効率面で小さい獲物を食べる必要性がなくなった後の獣脚類では見られなくなる。

## 分類
竜盤目に属し、獣脚亜目（上記のように議論があるが）スタウリコサウルス科 Staurikosauridae とされる。スタウリコサウルス属はコルバートのオリジナルの種 S. プリセイ S. pricei のみが知られる。種小名はコルバートの同僚である古生物学者 Llewellyn Ivor Price にちなんで命名されたものである。1985年に Murray & Long により命名された キンデサウルス・ブリアンスマリ Chindesaurus bryansmalli などいくつかの種がこの属と関連付けられ、スタウリコサウルス科に分類される。キンデサウルスはスタウリコサウルスとほぼ同じ時期のアリゾナとニューメキシコで発見された。このことはスタウリコサウルス科がパンゲア中央部に広く生息していたことを示す。